# Victorino Chermont
Pour les articles homonymes, voir Chermont (homonymie).
Victorino Chermont, né à Rio de Janeiro le 24 avril 1973, et mort sur le territoire de la commune de La Unión le 28 novembre 2016, est un journaliste sportif brésilien.
Il meurt le 28 novembre 2016, dans le crash du vol 2933 LaMia Airlines.

## Biographie
Victorino Chermont a travaillé pour le groupe Rede Bandeirantes, à Rádio Globo (pt), à SporTV et à Fox Sports Brasil (pt),. Sur cette chaîne il a notamment présenté A Última Palavra (Le dernier mot).
Il a présenté avec Lúcio de Castro, le programme Jogos para Sempre qui revenait sur des matchs historiques du football brésilien.
En 2011, alors qu'il travaille pour SporTV, il est attaqué par des supporters en colère du River Plate Football Club. Il s'en sort avec quelques blessures mineures.

### Décès
Victorino Chermont est mort sur le territoire de la commune de La Unión le 28 novembre 2016 lors du crash du vol 2933 LaMia Airlines sur lequel il voyageait

## Distinctions
Il a reçu plusieurs prix dont le Prix Botequim du meilleur journaliste sportif (en 2012).